# Karisaari (ö i Mellersta Finland, Jyväskylä)
Karisaari är en ö i Finland.   Den ligger i kommunen Laukas i den ekonomiska regionen  Jyväskylä ekonomiska region  och landskapet Mellersta Finland, i den centrala delen av landet, 240 km norr om huvudstaden Helsingfors.